# Trigonopterus gundala
Trigonopterus gundala – gatunek chrząszcza z rodziny ryjkowcowatych i podrodziny krytoryjków.

## Taksonomia
Gatunek ten opisany został po raz pierwszy w 2021 roku przez Radena P. Narakusumo i Alexandra Riedela na łamach „ZooKeys”. Jako miejsce typowe wskazano górę Dako w kabupatenie Tolitoli w indonezyjskiej prowincji Celebes Środkowy. Epitet gatunkowy pochodzi od fikcyjnych Gundali, superbohatera z indonezyjskich komiksów.

## Morfologia
Chrząszcz o ciele długości od 2,5 do 2,8 mm, wysklepionym, w zarysie prawie podługowato-jajowatym z wyraźnym przewężeniem między przedpleczem a pokrywami, ubarwionym czarno z rdzawymi czułkami, pokrywami i odnóżami. Ryjek samca zaopatrzony jest w listewkę środkową i parę listewek przyśrodkowych. Powierzchnia przedplecza jest punktowana i siateczkowana. Pokrywy mają głębokie rzędy z punktami oraz żeberkowate międzyrzędy z pojedynczymi szeregami punktów. Wszystkie odnóża mają uda z wyraźną listewką przednio-brzuszną i tylno-brzuszną, pozbawione ząbków. Tylna para odnóży ma na udach przedwierzchołkową łatkę strydulacyjną. Genitalia samca mają prącie o bokach prawie równoległych oraz szczycie skąpo obrośniętym szczecinkami i zaopatrzonym w kanciasty wyrostek pośrodkowy. Aaparat przenoszący jest kolcowaty, a przewód wytryskowy nie ma bulbusa.

## Ekologia i występowanie
Ryjkowiec ten zasiedla górskie lasy. Spotykany jest na rzędnych od 1900 do 2200 m n.p.m. Bytuje na listowiu roślinności.
Owad orientalny, endemiczny dla Celebesu, znany tylko z lokalizacji typowej w prowincji Celebes Środkowy.